# Copa Sudamericana 2009
De Copa Sudamericana 2009 was de negende editie van dit door de CONMEBOL georganiseerd voetbalbekertoernooi. Het toernooi werd gehouden tussen 5 augustus en 2 december.
Deze editie was de eerste zonder gastteams uit de CONCACAF regio en tevens de laatste editie waar de Argentijnse clubs Boca Juniors en River Plate als gastteams aan deelnamen. Een andere verandering was dat dit jaar uit elk land, met uitzondering van Argentinië en Brazilië, twee deelnemers mocht deelnemen.
Het toernooi werd gewonnen door LDU Quito, waarmee het toernooi voor het eerst een winnaar uit Ecuador kende. In de finale werd in twee duels het Braziliaanse Fluminense FC verslagen. Topscorer werd de Argentijn Claudio Bieler van LDU Quito met acht goals.

## Gekwalificeerde teams
| Land                               | Team                      | Reden van kwalificatie                                                                               |
| ---------------------------------- | ------------------------- | --- |
| Argentinië 6 deelnemers            | CA Lanús                  | 1e plaats in de algemene stand in de Primera División 2008/09, kampioen                              |
| Argentinië 6 deelnemers            | CA Vélez Sársfield        | Primera División 2008/09, 2e plaats                                                                  |
| Argentinië 6 deelnemers            | CA San Lorenzo de Almagro | Primera División 2008/09, 3e plaats                                                                  |
| Argentinië 6 deelnemers            | Club Atlético Tigre       | Primera División 2008/09, 4e plaats                                                                  |
| Argentinië 6 deelnemers            | Boca Juniors              | Uitgenodigd team                                                                                     |
| Argentinië 6 deelnemers            | River Plate               | Uitgenodigd team                                                                                     |
| Bolivia 2 deelnemers               | La Paz FC                 | Liga de Fútbol Apertura 2009, 2e plaats                                                              |
| Bolivia 2 deelnemers               | Club Blooming             | Liga de Fútbol Clausura 2008, 2e plaats                                                              |
| Brazilië 8 deelnemers+ titelhouder | SC Internacional          | Copa Sudamericana 2008, winnaar                                                                      |
| Brazilië 8 deelnemers+ titelhouder | CR Flamengo               | Campeonato Brasileiro Série A 2008, 5e plaats                                                        |
| Brazilië 8 deelnemers+ titelhouder | Botafogo FR               | Campeonato Brasileiro Série A 2008, 7e plaats                                                        |
| Brazilië 8 deelnemers+ titelhouder | Goiás EC                  | Campeonato Brasileiro Série A 2008, 8e plaats                                                        |
| Brazilië 8 deelnemers+ titelhouder | Coritiba FC               | Campeonato Brasileiro Série A 2008, 9e plaats                                                        |
| Brazilië 8 deelnemers+ titelhouder | EC Vitória                | Campeonato Brasileiro Série A 2008, 11e plaats                                                       |
| Brazilië 8 deelnemers+ titelhouder | Clube Atlético Mineiro    | Campeonato Brasileiro Série A 2008, 12e plaats                                                       |
| Brazilië 8 deelnemers+ titelhouder | Clube Atlético Paranaense | Campeonato Brasileiro Série A 2008, 13e plaats                                                       |
| Brazilië 8 deelnemers+ titelhouder | Fluminense FC             | Campeonato Brasileiro Série A 2008, 14e plaats                                                       |
| Chili 2 deelnemers                 | Unión Española            | Primera División Apertura 2009, 1ste plaats                                                          |
| Chili 2 deelnemers                 | Universidad de Chile      | Winnaar play-off voor Copa Sudamericana 2009                                                         |
| Colombia 2 deelnemers              | Deportivo Cali            | Copa Mustang 2008, 2e plaats                                                                         |
| Colombia 2 deelnemers              | La Equidad                | Copa Colombia 2008, winnaar                                                                          |
| Ecuador 2 deelnemers               | Club Sport Emelec         | Campeonato Ecuatoriano de Fútbol 2008, winnaar tweede fase                                           |
| Ecuador 2 deelnemers               | LDU Quito                 | Campeonato Ecuatoriano de Fútbol 2009, finalist                                                      |
| Paraguay 2 deelnemers              | Club Libertad             | Liga Paraguaya 2008, winnaar                                                                         |
| Paraguay 2 deelnemers              | Cerro Porteño             | Liga Paraguaya 2008, 3e plaats                                                                       |
| Peru 2 deelnemers                  | Club Sportivo Cienciano   | Primera División Peruana 2008, 2e plaats                                                             |
| Peru 2 deelnemers                  | Alianza Atlético          | Primera División Peruana 2008, 3e plaats                                                             |
| Uruguay 2 deelnemers               | CA River Plate Montevideo | Primera División 2009, Copa Artigas (kwalificatietoernooi), 3e plaats                                |
| Uruguay 2 deelnemers               | Liverpool FC Montevideo   | Primera División 2009, Copa Artigas (kwalificatietoernooi), 4e plaats; winnaar play-off met nummer 5 |
| Venezuela 2 deelnemers             | Deportivo Anzoátegui      | Copa de Venezuela 2008, winnaar                                                                      |
| Venezuela 2 deelnemers             | Zamora FC                 | Primera División 2008/09, 2e best geplaatste niet finalist                                           |

## Uitslagen

### Eerste ronde
De heenwedstrijden werden gespeeld op 5 augustus, de terugwedstrijden op 16 september.
| Team 1                  | Tot.         | Team 2                    | 1e wedstr. | 2e wedstr. |
| ----------------------- | ------------ | ------------------------- | ---------- | ---------- |
| Clube Atlético Mineiro  | 2-2 ns (5-6) | Goiás EC                  | 1-1        | 1-1        |
| La Equidad              | 1-4          | Unión Española            | 2-2        | 0-1        |
| EC Vitória              | 3-3 ns (5-3) | Coritiba FC               | 2-0        | 0-2        |
| Universidad de Chile    | 3-1          | Deportivo Cali            | 2-1        | 1-0        |
| Fluminense FC           | 2-2          | CR Flamengo               | 0-0        | 2-2        |
| Liverpool FC Montevideo | 1-4          | Club Sportivo Cienciano   | 0-0        | 0-2        |
| River Plate             | 0-6          | CA Lanús                  | 1-2        | 0-1        |
| Zamora FC               | 0-6          | Club Sport Emelec         | 0-1        | 1-2        |
| Atlético Paranaense     | 1-4          | Botafogo FR               | 0-0        | 2-3        |
| LDU Quito               | 4-1          | Club Libertad             | 1-0        | 1-1        |
| Club Atlético Tigre     | 3-2          | CA San Lorenzo de Almagro | 2-1        | 1-1        |
| Alianza Atlético        | 4-1          | Deportivo Anzoátegui      | 0-0        | 2-1        |
| Club Blooming           | 0-6          | CA River Plate Montevideo | 0-3        | 1-2        |
| Boca Juniors            | 1-4          | CA Vélez Sársfield        | 1-1        | 1-2        |
| Cerro Porteño           | 6-0          | La Paz FC                 | 2-0        | 2-1        |
| SC Internacional        | vrij         |                           |            |            |

### Laatste 16
De heenwedstrijden werden gespeeld op 23 september, de terugwedstrijden op 30 september.
| Team 1                    | Tot.        | Team 2                  | 1e wedstr. | 2e wedstr. |
| ------------------------- | ----------- | ----------------------- | ---------- | ---------- |
| Cerro Porteño             | (u) 3-3     | Goiás EC                | 2-0        | 1-3        |
| CA Vélez Sársfield        | 4-1         | Unión Española          | 1-2        | 2-2        |
| CA River Plate Montevideo | 4-1         | EC Vitória              | 4-1        | 1-1        |
| SC Internacional          | 1-4         | Universidad de Chile    | 1-1        | 0-1        |
| Alianza Atlético          | 1-4         | Fluminense FC           | 2-2        | 1-4        |
| CA San Lorenzo de Almagro | 6-0         | Club Sportivo Cienciano | 3-0        | 2-0        |
| LDU Quito                 | 4-1         | CA Lanús                | 4-0        | 1-1        |
| Botafogo FR               | 3-3 ns(3-2) | Club Sport Emelec       | 2-0        | 1-2        |

### Kwartfinale
De heenwedstrijden werden gespeeld op 20, 21 en 22 oktober, de terugwedstrijden op 4 en 5 november.
| Team 1                    | Tot.         | Team 2                    | 1e wedstr. | 2e wedstr. |
| ------------------------- | ------------ | ------------------------- | ---------- | ---------- |
| Cerro Porteño             | 6-0          | Botafogo FR               | 2-1        | 3-1        |
| CA Vélez Sársfield        | 1-4          | LDU Quito                 | 1-1        | 1-2        |
| CA River Plate Montevideo | 3-3 ns (7-6) | CA San Lorenzo de Almagro | 0-1        | 1-0        |
| Fluminense FC             | 4-1          | Universidad de Chile      | 2-2        | 1-0        |

### Halve finale
De heenwedstrijden werden gespeeld op 11 en 12 november, de terugwedstrijden op 18 en 19 november.
| Team 1                    | Tot. | Team 2        | 1e wedstr. | 2e wedstr. |
| ------------------------- | ---- | ------------- | ---------- | ---------- |
| Cerro Porteño             | 1-3  | Fluminense FC | 0-1        | 1-2        |
| CA River Plate Montevideo | 2-8  | LDU Quito     | 2-1        | 0-7        |

### Finale
In de finale stonden dezelfde clubs als in de finale van de Copa Libertadores 2008, en ook de winnaar was dezelfde. De heenwedstrijd werden gespeeld op 25 november, de terugwedstrijd op 2 december.
| Team 1    | Tot. | Team 2     | 1e wedstr. | 2e wedstr. |
| --------- | ---- | ---------- | ---------- | ---------- |
| LDU Quito | 5-4  | Fluminense | 5-1        | 0-3        |

Heenduel
|                                |                                                           |         |              |                                                                                 |
| 25 november 2009 18:50 (UTC−5) | LDU Quito                                                 | 5 – 1   | Fluminense   | Estadio Casa Blanca, Quito Toeschouwers: 40.000 Scheidsrechter: Roberto Silvera |
| 25 november 2009 18:50 (UTC−5) | Méndez 21' Méndez 44' Méndez 60' Salas 77' de la Cruz 88' | Verslag | Marquinho 1' | Estadio Casa Blanca, Quito Toeschouwers: 40.000 Scheidsrechter: Roberto Silvera |

Terugwedstrijd
|                               |                               |       |           | |
| 2 december 2009 21:50 (UTC−2) | Fluminense                    | 3 – 0 | LDU Quito | Estádio Mário Filho (Maracanã), Rio de Janeiro Toeschouwers: 65.822 Scheidsrechter: Carlos Amarilla |
| 2 december 2009 21:50 (UTC−2) | Diguinho 14' Fred 43' Gum 72' |       |           | Estádio Mário Filho (Maracanã), Rio de Janeiro Toeschouwers: 65.822 Scheidsrechter: Carlos Amarilla |

## Statistieken

### Scheidsrechters
| Naam              | Geboren    | Land   | Duels | Kreeg geel | Kreeg voor de tweede keer geel en dus rood | Weggestuurd |
| ----------------- | ---------- | ------ | ----- | ---------- | ------------------------------------------ | ----------- |
| Carlos Chandía    | 14.11.1964 | CHI    | 4     | 25         | 2                                          | 1           |
| Saul Laverni      | 21.01.1970 | ARG    | 4     | 25         | 1                                          | 2           |
| Sergio Pezzotta   | 28.11.1967 | ARG    | 4     | 23         | 2                                          | 5           |
| Roberto Silvera   | 30.01.1971 | URU    | 4     | 24         | 0                                          | 1           |
| Paulo de Oliveira | 16.12.1973 | BRA    | 3     | 21         | 1                                          | 0           |
| Wilmar Roldán     | 24.01.1980 | COL    | 3     | 18         | 1                                          | 4           |
| Diego Abal        | 28.12.1971 | ARG    | 2     | 8          | 0                                          | 0           |
| Carlos Amarilla   | 26.10.1970 | PAR    | 2     | 10         | 1                                          | 2           |
| Federico Beligoy  | 13.10.1969 | ARG    | 2     | 12         | 1                                          | 1           |
| Georges Buckley   | 23.04.1974 | PER    | 2     | 8          | 0                                          | 0           |
| Víctor Carrillo   | 30.10.1975 | PER    | 2     | 10         | 1                                          | 1           |
| Carlos Galeano    | 30.06.1972 | PAR    | 2     | 9          | 0                                          | 0           |
| Pablo Pozo        | 27.03.1973 | CHI    | 2     | 8          | 0                                          | 1           |
| Víctor Rivera     | 11.01.1967 | PER    | 2     | 11         | 0                                          | 0           |
| Juan Soto         | 14.10.1977 | VEN    | 2     | 9          | 0                                          | 0           |
| Carlos Torres     | 27.04.1970 | PAR    | 2     | 10         | 0                                          | 0           |
| Carlos Vera       | 25.06.1976 | ECU    | 2     | 13         | 0                                          | 0           |
| Joaquín Antequera | 20.09.1973 | BOL    | 1     | 5          | 0                                          | 0           |
| Antonio Arias     | 07.09.1972 | PAR    | 1     | 1          | 0                                          | 0           |
| Héctor Baldassi   | 05.01.1966 | ARG    | 1     | 3          | 0                                          | 0           |
| José Buitrago     | 05.11.1970 | COL    | 1     | 5          | 0                                          | 0           |
| Sálvio Fagundes   | 14.09.1968 | BRA    | 1     | 3          | 0                                          | 0           |
| Samuel Haro       | 26.10.1978 | ECU    | 1     | 7          | 0                                          | 0           |
| Heber Lopes       | 13.07.1972 | BRA    | 1     | 5          | 0                                          | 0           |
| Pablo Lunati      | 05.06.1967 | ARG    | 1     | 5          | 0                                          | 2           |
| Jorge Osorio      | 26.06.1977 | CHI    | 1     | 8          | 1                                          | 2           |
| Enrique Osses     | 26.05.1974 | CHI    | 1     | 5          | 0                                          | 0           |
| Óscar Ruiz        | 01.11.1969 | COL    | 1     | 4          | 0                                          | 0           |
| Daniel Salazar    | 20.05.1975 | ECU    | 1     | 4          | 0                                          | 1           |
| Wilson Seneme     | 28.09.1970 | BRA    | 1     | 4          | 0                                          | 0           |
| Carlos Simon      | 03.09.1965 | BRA    | 1     | 4          | 0                                          | 0           |
| Martín Vázquez    | 14.01.1969 | URU    | 1     | 3          | 0                                          | 0           |
| Leandro Vuaden    | 29.06.1975 | BRA    | 1     | 6          | 0                                          | 0           |
| Totaal            | Totaal     | Totaal | 60    | 316        | 11                                         | 23          |

2002 · 2003 · 2004 · 2005 · 2006 · 2007 · 2008 · 2009 · 2010 · 2011 · 2012 · 2013 · 2014 · 2015 · 2016 · 2017 · 2018 · 2019 · 2020 · 2021 · 2022 · 2023 · 2024